# Johann Abraham Albers
Johann Abraham Albers (Brema, 20 marzo 1772 – Brema, 24 marzo 1821) è stato un medico tedesco.
Al suo tempo assai famoso, è noto per uno studio sul croup (per questo fu premiato dal governo napoleonico con Louis Jurine) e su quell'alterazione cutanea detta in seguito argiria.